# Bernhard Wördehoff
Bernhard Adolf Erwin Hermann Hans Wördehoff (* 31. Januar 1929 in Hamburg; † 26. September 2002) war ein deutscher Journalist.

## Leben und Wirken
Wördehoff wurde 1929 als Sohn eines Kaufmanns in Hamburg geboren. Er besuchte Oberschulen in Hamburg, Reichenberg im Sudetenland (dem heutigen Liberec) und Heide (Holstein). Nach dem Abitur 1948 durchlief er bis 1950 eine Lehre als Verlagsbuchhändler. Von 1950 bis 1953 war er bei der Verlagsgesellschaft Rudolf Müller angestellt, danach übte er von 1953 bis 1960 die Leitung des Charles Coleman Buch- und Zeitschriften-Verlags aus. In den letzten Jahren, von 1958 bis 1960, gehörte die Werbeberatung der dort herausgegebenen Lübecker Nachrichten dazu. 1960 wechselte er als Redakteur zur Tageszeitung Die Welt, nachdem er zuvor schon seit 1955 nebenberuflich journalistisch tätig gewesen war. 1966 folgte ein Jahr beim Deutschen Allgemeinen Sonntagsblatt. Schließlich wechselte er das Medium und ging 1967 als Redakteur zum Norddeutschen Rundfunk (NDR). Dort übernahm er 1969 den Posten als stellvertretender Chefredakteur mit dem Spezialgebiet Außen- und Sicherheitspolitik. Im Oktober 1975 wurde Wördehoff mit Wirkung ab 1. Januar 1976 als Nachfolger des in den Ruhestand tretenden Stephan G. Thomas zum neuen Direktor und Chefredakteur der Hauptabteilung Aktuelles Programm des Deutschlandfunks (DLF) berufen, womit die Arbeit politischer Berichterstattung verbunden war. Eine für 1981 vorgesehene Rückkehr zum NDR als Direktor des Funkhauses Hamburg scheiterte an Differenzen über Kompetenzen in Fragen der Programmgestaltung. Stattdessen blieb er noch bis zum 30. Juni 1986 als Direktor und Chefredakteur in den Diensten des Deutschlandfunks. Dass der von der Stuttgarter Zeitung als „einer der wirklich unabhängigen Journalisten in der Republik“ charakterisierte Wördehoff zu diesem Termin ausscheiden musste, lag vor allem am starken politischen Druck der Bonner Regierungskoalition unter Helmut Kohl beziehungsweise ihres rechten Flügels.
In der Folge war Wördehoff als freier Autor tätig. Er schrieb mehrere Bücher und trat mit zahlreichen Beiträgen, vor allem Essays und Features zur Geschichte des 19. und 20. Jahrhunderts (für Die Zeit, aber auch für andere deutschsprachige Publikationen und für Rundfunkanstalten) hervor. Einem breiten Publikum wurde er insbesondere durch seine Auftritte im Internationalen Frühschoppen bei Werner Höfer im Sonntagmorgen-Fernsehprogramm der ARD bekannt.
Wördehoff, ab 1989 Mitbegründer und Vorstandsmitglied der Herbert-und-Elsbeth-Weichmann-Stiftung, Hamburg, die die wissenschaftliche Erforschung der demokratischen Anti-Hitler-Opposition im Exil fördert, war seit 1956 mit Hildegard, geborene Hahnefeld, verheiratet. Das Paar hatte keine Kinder.

## Werke
- Soldaten zwischen Krieg und Frieden (= Politische Aspekte; Band 1). Baken-Verlag, Hamburg 1970.
- Bundesrepublik Deutschland: Die Konferenz als Vehikel der Deutschland-Politik. In: Hans-Peter Schwarz, Helga Haftendorn (Hrsg.): Europäische Sicherheitskonferenz. C. W. Leske Verlag, Opladen 1970, S. 75–84.
- mit Karl Donat: Herbert Wehner 70 Jahre alt. Ein Gespräch mit dem SPD-Politiker. Geführt von Bernhard Wördehoff und Karl Donat. Gesendet im Deutschlandfunk am 9. Juli 1976 in der Sendereihe Zur Diskussion (= Deutschlandfunk; Nr. 76,19). Deutschlandfunk Presseabteilung, Köln 1976.
- Richard von Weizsäcker. Ein deutscher Präsident. Mit Fotos von Helmut R. Schulze. Bertelsmann, München 1987, ISBN 3-570-01154-2.
  - Taschenbuchausgabe: Goldmann, München 1990, ISBN 3-442-12321-6.
- Flaggenwechsel. Ein Land und viele Fahnen (= Corso bei Siedler). Siedler, Berlin 1990, ISBN 3-88680-314-7.
- Das gab’s doch mal. Vielerlei Dinge, die aus unserem Alltag verschwunden sind. Mit Illustrationen von Thyrso A. Brisólla. Brandstätter, Wien 1994, ISBN 3-85447-519-5.
- Picknick mit Eckermann. Vom Essen und Trinken in der Weltliteratur. Wissenschaftliche Buchgesellschaft, Darmstadt 1999.
- „Sage mir, Muse, vom Schmause...“. Vom Essen und Trinken in der Weltliteratur. Wissenschaftliche Buchgesellschaft, Darmstadt 2000, ISBN 3-534-14766-9.
  - Neuausgabe: Die Dichter bitten zu Tisch. Vom Essen und Trinken in der Weltliteratur. Lambert Schneider, Darmstadt 2011, ISBN 978-3-650-24300-3.

## Hörspiele
- As de Eskimos den Globus nich mehr dreihen – und de Meckelnborgers Revolutschon maken wullen. Niederdeutsches Hörspiel. Romanbearbeitung für den Hörfunk. Produktion: Radio Bremen/Norddeutscher Rundfunk; Regie: Walter Arthur Kreye; Erstsendung: 26. März 1979.